# Eurypyle fils de Déxamène
Pour les articles homonymes, voir Eurypyle.
Dans la mythologie grecque, Eurypyle (en grec ancien Εὐρύπυλος / Eurúpulos) est un héros local de Patras, sur le golfe de Corinthe.

## Mythe
Il est souvent confondu avec Eurypyle fils d'Évémon. Eurypyle fils de Dexamène avait reçu, sur le butin de Troie, un coffret mystérieux : quand il l'avait ouvert, il avait été frappé de folie. L'oracle de Delphes lui avait prédit qu'il serait guéri lorsqu'il rencontrerait, dans son voyage de retour, « un sacrifice inaccoutumé », ajoutant qu'il devrait s'établir dans le pays où il l'aurait rencontré.
À Patras, Pausanias rapporte que Cométho, prêtresse du temple d'Artémis Triclarie, était amoureuse d'un dénommé Mélanippe. N'étant pas autorisés à se marier, ils se rencontraient secrètement dans le temple. Artémis outragée envoya la famine et la peste sur la ville ; pour l'apaiser, les habitants tuèrent les deux amants et ensuite, chaque année, un jeune homme et une jeune fille étaient sacrifiés à la déesse. Quand il arriva à Patras, Eurypyle vit ce sacrifice annuel offert à Artémis et il comprit que l'oracle était réalisé. L'oracle avait également prédit aux habitants de Patras que leur sacrifice ne serait plus nécessaire lorsqu'il aura eu pour témoin un chef étranger : en voyant arriver Eurypyle, ils surent que la colère d'Artémis était apaisée et cessèrent ce terrible sacrifice. Eurypyle s'établit à Patras, où il mourut. Dans l'antiquité, on montrait sa tombe sur l'acropole de la ville.